# Red Dead Redemption: Terrore dall'Oltretomba
Red Dead Redemption: Terrore dall'Oltretomba (Red Dead Redemption: Undead Nightmare in lingua originale) è il quinto contenuto scaricabile del videogioco Red Dead Redemption (2010). È stato pubblicato per PlayStation 3 e Xbox 360 il 26 ottobre 2010. 
Terrore dall'Oltretomba segue le gesta di John Marston, che cerca di trovare una cura per una piaga zombie infettiva che si è diffusa in tutto il vecchio West Americano.
Un disco dal titolo Red Dead Redemption: Undead Nightmare, che non richiede il gioco originale Red Dead Redemption per essere giocato, è stato messo in commercio il 22 novembre in Nord America e 26 novembre in Europa. Il disco include i quattro DLC: Fuorilegge per sempre, Leggende e Killer, Bari e Bugiardi e Undead Nightmare (Terrore dall'Oltretomba).

## Trama
Da un giorno all'altro, una peste devasta la frontiera, infettando gli uomini e risvegliando i morti. Nelle città, negli insediamenti e avamposti in tutto il mondo, i cittadini non infetti sono lasciati a combattere per la sopravvivenza contro ondate di non morti. Il gioco si svolge verso la fine della storia di Red Dead Redemption, quando John Marston torna dalla sua famiglia nel suo ranch a Beecher's Hope. L'avventura di questa espansione si svolge in una sorta di dimensione parallela rispetto a quella del Red Dead Redemption originale.
L'avventura ha inizio in una serata tempestosa mentre John sta tornando al suo ranch dove l'aspetta la sua famiglia. John confessa che ha una strana sensazione e inoltre i tre sono preoccupati dal fatto che lo Zio non sia ancora rincasato. Tuttavia, dopo aver cenato, John, Jack e Abigail vanno a letto. Durante la notte, John e Abigail vengono svegliati all'improvviso dallo Zio divenuto zombie, che irrompe nella loro camera da letto con un atteggiamento minaccioso. John stordisce lo Zio con un colpo alla testa ed esce dalla stanza per cercare un'arma. Però prima di essere ucciso da John, lo Zio non morto riesce a mordere Abigail che a sua volta, dopo esser divenuta anch'essa zombie, morderà Jack. John non ha altra scelta che legare e rinchiudere in casa i due zombie Jack e Abigail, per poi cavalcare fino a Blackwater alla ricerca di un dottore.
Arrivato in città, la trova apparentemente deserta con evidenti segni di battaglia. John incontra Harold MacDougal, che è tornato da Yale per un'altra ricerca. Ma il professore viene quasi subito attaccato e infettato da un non morto Nastas. Dopo aver ucciso entrambi, John incontra una ragazza che gli spiega che i non morti provengono dal cimitero della città e che dovrebbe bruciare le bare contenenti i morti e uccidere tutti gli zombie tornati in vita. Così John, dopo aver ripulito il cimitero e la città dai rimanenti non morti, apprende da alcuni sopravvissuti che l'epidemia potrebbe essere stata causata da Nigel West Dickens, Seth Briars o dai messicani. Così John viaggia per il New Austin e fa visita ad entrambi. Ma sia Seth che Nigel affermano di non aver niente a che fare con il virus. Dapprima Seth consiglia a John di ripulire tutti i cimiteri del New Austin. John esegue ma questo non porta a nessun risultato apprezzabile. Alla fine Seth afferma che la piaga potrebbe avere a che fare con gli Aztechi e suggerisce a John di cercare una soluzione in Messico. Anche Nigel West Dickens, dopo aver costruito per John alcune armi utili contro i non morti, gli suggerisce di andare in Messico e che per farlo deve procurarsi un uniforme dell'esercito americano. Così dopo aver ottenuto una divisa da alcuni militari disertori, John sfrutterà l'abito per salire su un treno militare e con questo dirigersi in territorio messicano dove scopre che la situazione è uguale a quella del New Austin e del West Elizabeth: la piaga zombie ha infatti infettato tutto il continente.
Dopo aver incontrato nuovamente Landon Ricketts, impegnato a difendere Casa Madrugada dagli zombie, John fa la conoscenza della Madre Superiora Calderón nel convento di Las Hermanas. Insieme cercano di trovare una cura per l'epidemia ma riescono solo a scoprire un'ennesima arma che uccide gli zombie: l'acqua santa. La suora riferisce a John alcune voci secondo le quali il responsabile dell'epidemia sia Abraham Reyes. Così John, decidendo di seguire questa pista, si reca nella villa di Reyes ad Escalera dove scopre che anche lui è stato infettato. John uccide Reyes e salva così una ragazza che stava per essere morsa da lui. La ragazza rivela che la ragione del virus è che Reyes ha profanato le catacombe sotto la città rubando un'antica maschera azteca, credendo di poter ottenere da questa l'invulnerabilità. Tuttavia il furto ha scatenato l'orda dei non morti. John e la ragazza si recano così nelle tombe per riportare la maschera nel suo posto, un tempio Azteco costruito all'interno del cimitero. Dopo aver collocato la maschera sull'apposito altare, John scopre che la ragazza è in realtà la dea azteca Ayauhtéotl. Dopo essersi rivelata, la dea scompare. John ritorna finalmente a casa e scopre che la sua famiglia è stata curata. Qualche tempo dopo, John verrà ucciso normalmente da Edgar Ross. Ma nel frattempo Seth ruba nuovamente la maschera antica, risvegliando tutti i morti, tra cui John. Tuttavia John, essendo stato sepolto con un'ampolla di acqua santa, ritorna in vita mantenendo la sua anima e le sue capacità, permettendo al giocatore di completare tutte le missioni secondarie.

## Personaggi
Oltre alla famiglia Marston, nel gioco tornano anche Bonnie MacFarlane, Seth Briars, Nigel West Dickens, Landon Ricketts e altri. Molti di questi, come Abraham Reyes e Drew MacFarlane, compariranno già in forma di zombie, e di conseguenza dovranno essere eliminati da John. Compaiono inoltre dei nuovi personaggi come Ayauhtéotl e la Madre Superiora, estremamente importanti ai fini della storia.

## Modalità di gioco
Undead Nightmare offre un mondo aperto con numerosi elementi legati agli zombie, integrati nell'atmosfera e nell'ambiente western. Gli incontri casuali del gioco originale vengono sostituiti con incontri casuali con zombie. Le missioni da cacciatore di taglie sono ora sostituite da missioni di ricerca, in cui il giocatore deve rintracciare un sopravvissuto della piaga zombie e portarlo a casa dalle loro famiglie. I covi delle bande vengono sostituiti da cimiteri, in cui il giocatore deve eliminare orde di zombie. Le munizioni per le armi, sempre più rare e preziose, hanno sostituito il denaro come merce di scambio. Inoltre, non è più possibile accamparsi nelle regioni selvagge per salvare la partita, in quanto nessun luogo è più sicuro. Tutte le città e gli insediamenti del gioco sono costantemente presi d'assalto dall'orda degli zombie. Compito del giocatore è difendere questi luoghi, aiutando i sopravvissuti rimasti. Quando il giocatore libera una città dagli zombie, ottiene un appartamento, dove può salvare la partita, e munizioni.
I giocatori possono anche cacciare, con armi di vario tipo, le versioni zombie degli animali come puma, orsi e lupi, così come le creature mitiche come il Sasquatch, Chupacabra e un Unicorno. I quattro cavalli dell'Apocalisse possono anche essere addomesticati e utilizzati, ciascuno con le proprie abilità uniche che hanno conseguenze sugli zombie o sull'ambiente che circonda il giocatore. Il gioco introduce anche nuove armi da utilizzare. Similmente alla scuoiatura degli animali e ai saccheggi dei cadaveri del gioco originale, i giocatori possono raccogliere parti degli zombie da usare come munizioni per l'Archibugio, un'arma che spara appunto membra degli zombie.
Insieme a queste nuove funzionalità per il single player, Undead Nightmare introduce due nuove modalità multiplayer: Assalto dei non morti, in cui al massimo quattro giocatori devono lavorare insieme per respingere ondate sempre più difficili di zombie, e Giù le mani, in cui i giocatori devono difendere un territorio in una delle sette città principali per un certo periodo di tempo. Il giocatore che alla fine avrà occupato la zona per la maggior parte del tempo e avrà realizzato più uccisioni otterrà la maggior parte dei punti assegnati e quindi la vittoria. Oltre a nuovi tipi di gioco, Undead Nightmare include otto skin zombie che i giocatori possono utilizzare nel multiplayer (sei sono chiari riferimenti ad autori e/o registi del genere horror, gli altri due sono Landon Ricketts e John Marston in forma zombie), 12 nuovi trofei e 3 nuovi abiti che John può indossare durante il gioco.

## Colonna sonora
Gli autori della colonna sonora sono gli stessi della colonna sonora di Red Dead Redemption, con qualche nuova collaborazione. Alcune canzoni contengono campionamenti da brani del gioco originale, riarrangiati in chiave horror o semplicemente distorti e aggiunti ai nuovi brani.

## Accoglienza
La rivista Play Generation diede alla versione per PlayStation 3 un punteggio di 93/100, apprezzando l'avventura longeva e divertentissima con un ricco Online e come contro che se il giocatore possedeva già uno o più DLC per il gioco originale non ne sarebbe valsa la pena acquistarlo, finendo per trovarla un'avventura eccezionale e con un ottimo Online, rivelandosi così "un perfetto esempio di come dovrebbe essere un'espansione".